# Romuald Klimowiecki
Romuald Władysław Klimowiecki, właśc. Romuald Klimów (ur. 7 lutego 1896 we Lwowie, zm. 13 czerwca 1959 w Warszawie) – polski prawnik, polityk, starosta w okresie II Rzeczypospolitej, profesor nauk prawnych, specjalista prawa konstytucyjnego, państwowego i administracyjnego, sędzia wojskowy w PRL.

## Życiorys
Urodził się 7 lutego 1896 we Lwowie jako syn Michała i Emilii z domu Urbanek. Pochodził z rodziny rzemieślniczej. Początkowo uczył się w rodzinnym Lwowie. W 1909 ukończył III klasę w C. K. Gimnazjum w Złoczowie. Później kształcił się w I Wyższym Gimnazjum z językiem wykładowym polskim w Tarnopolu, gdzie w 1911 ukończył V klasę, w 1912 ukończył VI klasę, w 1913 ukończył VII klasę, a w roku szkolnym 1913/1914 w trakcie VIII klasy wystąpił ze szkoły 30 stycznia 1914. Egzamin dojrzałości składał w 1915 w Wiedniu. Podczas trwającej I wojny światowej został wcielony do c. i k. armii i służył w szeregach 30 pułku piechoty w działaniach na froncie włoskim oraz ukończył Szkołę Oficerów Rezerwy.
W latach 1917–1918 studiował na Uniwersytecie Wiedeńskim, następnie naukę kontynuował na Wydziale Prawa Uniwersytetu Jana Kazimierza we Lwowie, uzyskując w 1920 dyplom doktora praw. Został przyjęty do Wojska Polskiego i służył we Lwowie: w 4 batalionie uzupełniającym oraz jako sędzia w Wojskowym Sądzie Garnizonowym. Został awansowany na stopień porucznika rezerwy piechoty ze starszeństwem z dniem 1 czerwca 1919. Do 1922 pozostawał w służbie wojskowej w korpusie sądowym. W 1923 posiadał przydział mobilizacyjny do 50 pułku piechoty w Kowlu. W następnym roku otrzymał przydział do 26 pułku piechoty w Gródku Jagiellońskim. W 1934 jako porucznik rezerwy ze starszeństwem z dniem 1 czerwca 1919 i 98. lokatą w korpusie oficerów taborowych pozostawał w ewidencji Powiatowej Komendy Uzupełnień Lwów-Miasto z przydziałem mobilizacyjnym do 10 dywizjonu taborów w Przemyślu.
Po odejściu z wojska wstąpił do służby samorządowej II Rzeczypospolitej. Od 1923 był zatrudniony w Urzędzie Wojewódzkim we Lwowie oraz jako naczelnik wydziału przemysłowego we lwowskim Urzędzie Miejskim. W latach 1928–1929 pracował jako radca ministerialny w Ministerstwie Spraw Wewnętrznych. Jednocześnie od marca 1924 do września 1928 był starszym asystentem Katedry Prawa Politycznego na Wydziale Prawa Uniwersytetu Jana Kazimierza. W połowie lat 30. pozostawał pracownikiem naukowym UJK. Od 1935 do 1936 był prezesem klubu sportowego LKS Pogoń Lwów, w tym sekcji piłkarskiej. Był członkiem wydziału honorowego LKS Pogoń Lwów.
Na przełomie lat 20./30. pełnił stanowiska w administracji samorządowej, kilkukrotnie obejmując urząd starosty. Najpierw był starostą powiatu wysokomazowieckiego. W kwietniu 1929 został mianowany starostą powiatu sanockiego i sprawował stanowisko do 1932. W okresie jego urzędowania miał miejsce tzw. Marsz Głodnych w Sanoku, a w opinii nie tylko środowiska robotniczo-komunistycznego, ale również ze strony ruchu narodowego, był obarczony za ostrzelanie protestujących; ponadto zarzucono mu wywieranie presji na nauczycieli przed wyborami do  Sejmu RP III kadencji (1930–1935). W 1930 został wybrany prezesem zarządu Ochotniczej Straży Pożarnej w Sanoku. Po zwolnieniu ze stanowiska starosty sanockiego w kwietniu 1932 został mianowany na urząd starosty grodzkiego powiatu lwowskiego. W trakcie jego urzędowania w 1933 w konsulacie ZSRR we Lwowie został zabity tamtejszy funkcjonariusz Maiłow. Później pełnił stanowisko starosty powiatu dąbrowskiego w Dąbrowie Tarnowskiej, starosty chrzanowskiego (1935), starosty gorlickiego (od listopada 1935 do września 1937), był inspektorem we Lwowskim Urzędzie Wojewódzkim, od września 1938 starostą powiatu sokalskiego oraz od listopada 1938 ponownie starostą powiatu grodzkiego lwowskiego do 1939. Pełniąc urząd starosty we Lwowie pod koniec 1938 wniósł wniosek o zmianę nazwiska rodowego Klimów na Klimowiecki, Klimski lub Klimowski. Formalnie nazwisko Klimów na Klimowiecki zostało zmienione w kwietniu 1939. 3 sierpnia 1939 rozpoczął 4-tygodniowy urlop wypoczynkowy (jego obowiązki objął wtedy wicestarosta dr Dembowski).
W latach II wojny światowej pracował jako robotnik drogowy w Żółtańcach oraz księgowy we Lwowie i Łańcucie, a także jako nauczyciel. Po zakończeniu wojny został wcielony do ludowego Wojska Polskiego. Od 1945 był sędzią wojskowym. Posiadał dom w Komańczy, który został spalony w nocy 21/22 marca 1946 podczas napadu. Wstąpił do Polskiej Partii Robotniczej, z której jednak został w 1948 usunięty ze względu na pracę w przedwojennej administracji. W sądownictwie wojskowym pracował w Wojskowym Sądzie Okręgowym jako sędzia od maja 1945 do stycznia 1946 oraz jako wiceprezes tegoż do lutego 1946. Następnie został przeniesiony do Najwyższego Sądu Wojskowego, gdzie był sędzią Wydziału Merytoryczno-Rewizyjnego ds. Szczególnych do marca 1947 oraz zastępcą prezesa ds. Wojskowych oraz wiceprezesem NSW do lipca 1947. Był przewodniczącym składu sędziowskiego w trwającym od 9 lipca 1947 przed Wojskowym Sądem Rejonowym w Warszawie procesie komórki wywiadowczej „Liceum”, w którym 14 osób oskarżono o zbieranie informacji wojskowych, politycznych i gospodarczych na rzecz II Korpusu Polskiego gen. Andersa (oskarżeni byli m.in. oficer Julian Łoziński i artystka malarka Jadwiga Sternin-Matusiewicz). Był przewodniczącym składu sędziowskiego w rozpoczętym 4 sierpnia 1947 przed WSR w Warszawie przy ul. Leszno procesie pokazowym redaktora naczelnego „Gazety Ludowej”, Zygmunta Augustyńskiego (na ławie oskarżonych zasiedli także ks. Leon Pawlina i funkcjonariusz UBP, któremu zarzucono współpracę z „WiN”, Zygmunt Maciejec); Augustyńskiego skazano na karę 15 lat więzienia, ks. Pawlinę na 5 lat, a Maciejca na karę śmierci (w styczniu 1991 Augustyńskiego całkowicie uniewinnionego wyrokiem Sądu Najwyższego). W sierpniu 1947 był przewodniczącym sądu w Krakowie w procesie II Zarządu WiN (oskarżeni byli bracia Eugeniusz Ralski i Stefan Ralski, Tadeusz Wilczyński). Jako sędzia NSW delegowany do Wojskowego Sądu Rejonowego w Krakowie od 11 sierpnia do 10 września 1947; w tym czasie jako przewodniczący składu sędziowskiego uczestniczył w wydaniu 8 wyroków śmierci za działaczy podziemia niepodległościowego (w tym Edwarda Bzymek-Strzałkowskiego), z których 3 wykonano (13 listopada 1947 straceni zostali Alojzy Kaczmarczyk, Józef Ostafin, Walerian Tumanowicz, skazani wyrokiem WSR w Krakowie 10 września 1947). W maju 1948 był przewodniczącym składu sędziowskiego w procesie prezydium tzw. „nielegalnego” Stronnictwa Narodowego (oskarżeni byli m.in. Leon Dziubecki, Marian Podymniak). Sądził w procesach politycznych, m.in. działaczy konspiracji pomorskiej Jana Pałubickiego i Józefa Chylińskiego oraz Mirosława Kowalskiego. Od lutego 1949 był zatrudniony w sekcji prawnej Departamentu Organizacji i Planowania Ministerstwa Obrony Narodowej. W październiku 1949, w stopniu podpułkownika został zwolniony z zawodowej służby wojskowej po ujawnieniu, że przed wojną był starostą.

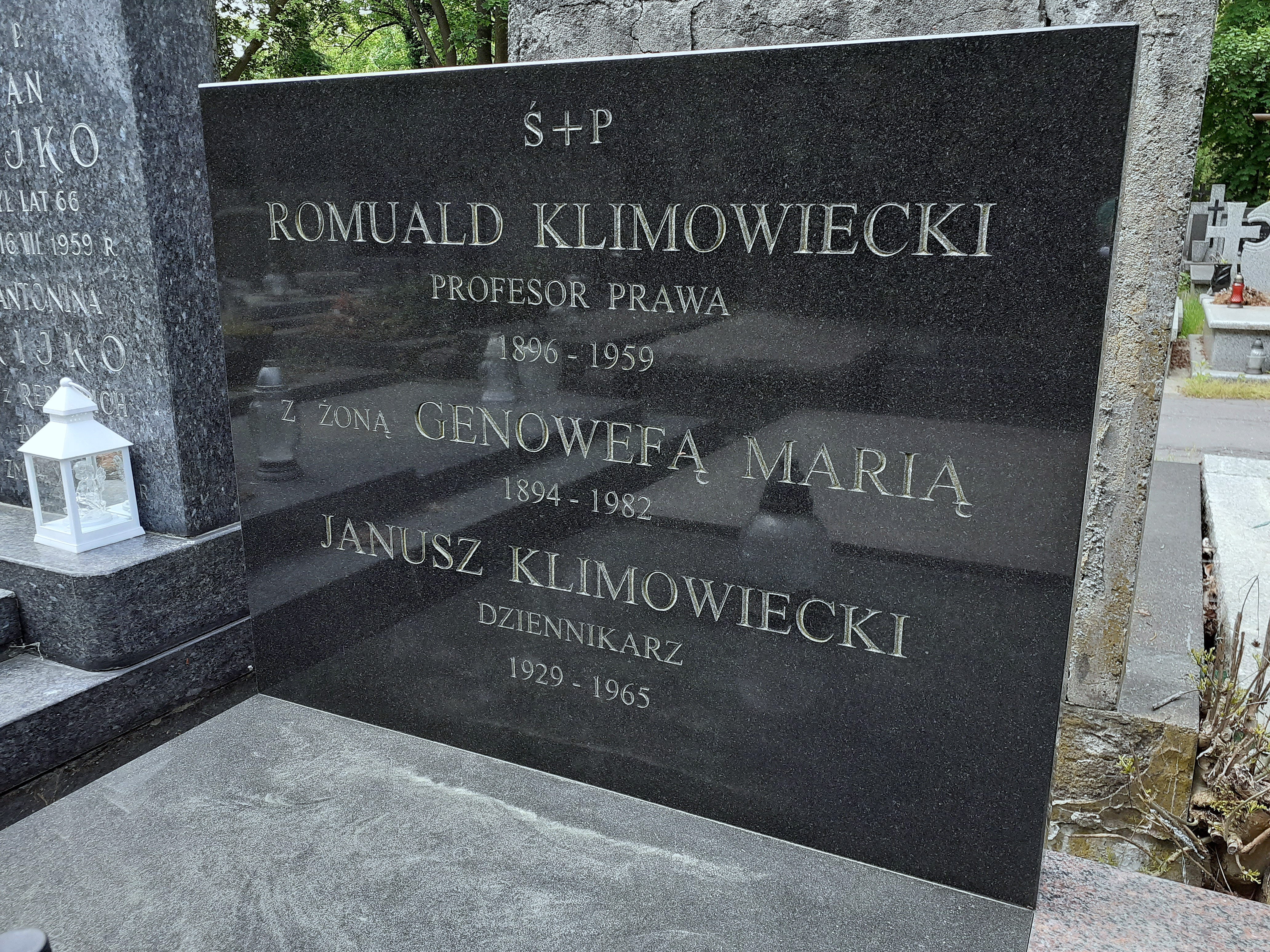
Grobowiec rodzinny Romualda Klimowieckiego

W 1949 został adiunktem na Wydziale Prawa Uniwersytetu Warszawskiego i prowadził zajęcia na studiach zaocznych. Związany był też w charakterze zastępcy profesora z innymi uczelniami – w latach 1951–1952 z Uniwersytetem Toruńskim, potem z Uniwersytetem Poznańskim. Od 1951 do 1953 był radcą prawnym w Ministerstwie Przemysłu Lekkiego. W 1955 w Poznaniu otrzymał stanowisko docenta. Od 1958 oficjalnie na pierwszym etacie pracował na Uniwersytecie Warszawskim. 26 marca 1959, na kilka miesięcy przed śmiercią, otrzymał tytuł profesora nadzwyczajnego w Katedrze Prawa Państwowego UW. Specjalizował się w prawie państwowym. Był autorem skryptu Polskie prawo państwowe (1953–1954 wydanie w trzech częściach, 1955 wydanie w dwóch częściach), referatu System organów państwowych w Konstytucji PRL (z Witoldem Zakrzewskim i Andrzejem Burdą; referat przedstawiony został na konferencji konstytucyjnej w 1954 i opublikowany w zbiorze Zagadnienia prawne Konstytucji PRL, tom 2, 1954), podręcznika Polskie prawo państwowe (1959, z Andrzejem Burdą).
Zmarł 13 czerwca 1959 w Warszawie. Został pochowany w grobowcu rodzinnym na cmentarzu Powązkowskim w Warszawie (kwatera 115-5-22).
Jego żoną była Genowefa Maria (1894–1982). Ich synem był Janusz Romuald Klimowiecki (1929–1965, dziennikarz).

## Publikacje
- Zbiór wypadków z zakresu prawa konstytucyjnego
- Trybunał kompetencyjny (1927)
- Postępowanie administracyjne: rozporządzenia Prezydenta Rzeczypospolitej z dnia 22 marca 1928 r. o postępowaniu administracyjnem (ogólnem), o postępowaniu karno-administracyjnem i o postępowaniu przymusowem w administracji (1928)
- Prawo o wykroczeniach: praktyczny podręcznik dla użytku władz administracyjnych Policji Państwowej, sądów i p.p. obrońców karnych wraz z tekstem rozporządzeń Prezydenta Rzeczypospolitej z 11-go lipca 1932 (1932)
- Kodeks wyborczy: Ordynacja wyborcza do Sejmu. Ordynacja wyborcza do Senatu. Ustawa o wyborze Prezydenta Rzeczypospolitej (1935)
- Zarys postępowania karno-administracyjnego (1938)
- Prawo karno-administracyjne nakazowe w zarządach gminnych (miejskich) województwa lwowskiego (1938)
- Polskie prawo państwowe (1955)
- Przewodnik do nauki prawa państwowego (1958)
- Prawo państwowe (1958, współautor: Andrzej Burda)

## Odznaczenie
- Złoty Krzyż Zasługi (dwukrotnie: 9 listopada 1932[52], 31 stycznia 1939[53][54])